# Absauganlage
Als Absauganlage werden alle Anlagen bezeichnet, die über einen Luftstrom störende Partikel oder Gase entfernen. Hierunter fallen aus dem häuslichen Bereich beispielsweise Dunstabzugshauben, aber auch Gasabzüge in Laboratorien und Anlagen, mit deren Hilfe im Holzbau verhindert wird, dass Späne in der Atemluft verbleiben. Die Absauganlage wird hierbei möglichst nahe der Emission platziert, um die Raumluft zu reinigen. Unter Umständen sind sie mit einer Einschaltautomatik versehen.
Im Metallbau werden Absauganlagen beispielsweise bei der spanenden Fertigung verwendet. Diese Anlagen optimieren die Trockenbearbeitung, denn nicht nur die Späne werden erfasst, sondern auch feinste Staubpartikel und Ölnebelrückstände.

## Erfassungseinrichtung
Als Trägermedium für die störenden Stoffe wird Luft verwendet. Ventilatoren oder Gebläse erzeugen einen Luftstrom, der die unerwünschten Stoffe absaugt.
Im Bereich der Absaugtechnik ist die Erfassung der abzusaugenden Stoffe von besonderer Bedeutung. Die abzusaugenden Stoffe sind in der Regel gesundheitsschädlich oder verschmutzen die Umgebung so stark, dass sie als Störung empfunden werden. Um die Absauganlage kosten- und energieeffizient zu nutzen, muss die Erfassungseinrichtung die störenden Stoffe idealerweise vollständig erfassen, möglichst ohne dabei unverschmutzte Luft mit einzusaugen. Im Haushaltsbereich, z. B. im Falle einer Dunstabzugshaube über dem Herd, wird die Effizienz beispielsweise durch klappbare Blenden an der Vorderseite erhöht. Dennoch ist die Effizienz einer solchen Einrichtung mit der Leistungsfähigkeit von Absauganlagen im industriellen Bereich kaum zu vergleichen.
Je nach Anwendung sind die Absaugeinrichtungen in einem Gehäuse platziert, das die Arbeitsstelle umschließt, was vor allem bei vollautomatischer Produktion der Fall ist. In anderen Fällen, vor allem bei Handarbeit, kommen Absaugtische bzw. bewegliche Erfassungseinrichtungen mit Hauben oder Saugspitzen zum Einsatz.

## Filterung und Reinigung

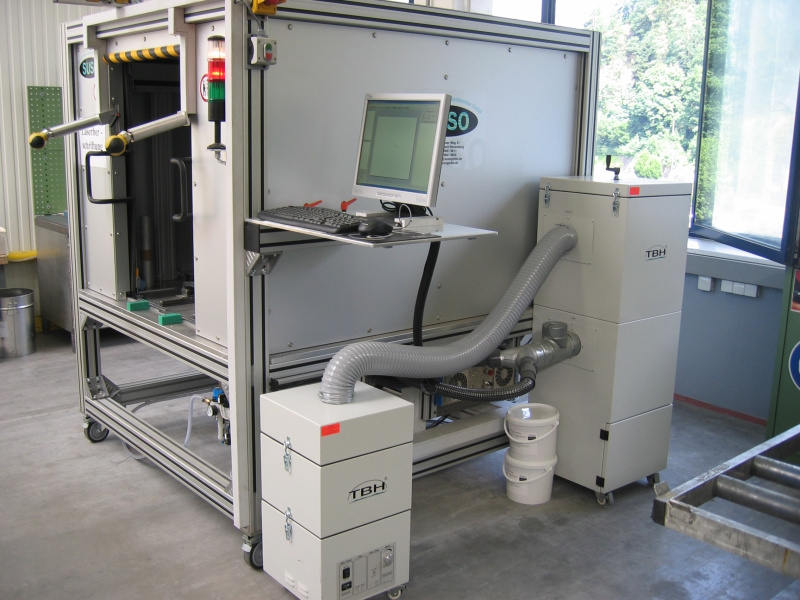
Dezentrale Absaugung am Einsatzort bei der Produktion von Autofelgen. Rechts der Vorabscheider mit manuell abreinigbarer Filterpatrone, links das Filtergerät mit Schwebstofffilter und Aktivkohlefilter.

Absauganlagen für Staub und Schmutz führen die verunreinigte Luft in eine Vorabscheidekammer (siehe Zyklon oder auch Allessauger). In dieser Kammer erfolgt eine Abtrennung der schweren Fraktionen. Der verbleibende Staub kann dann an der Außenseite eines Filters abgeschieden und in einem Staubbehälter aufgefangen werden. Häufig sind Vorabscheidefilter abreinigbar, beispielsweise mittels Druckluft. 

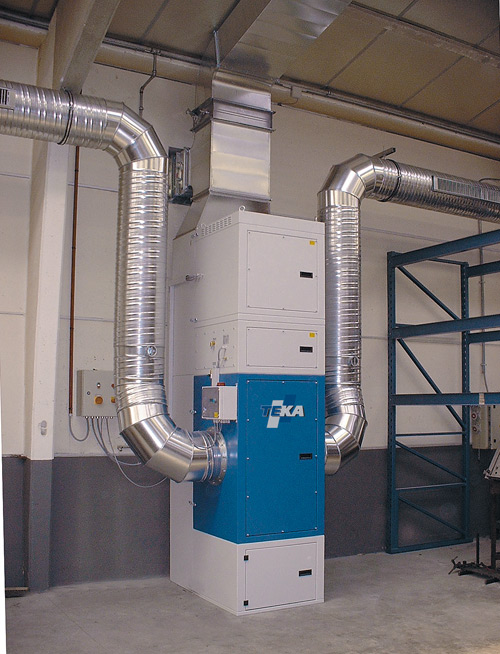
Zentrale Schweißrauchabsaugung mit BGIA-Zertifizierung

Zur Filterung lungengängigen Feinstaubes werden Schwebstofffilter eingesetzt. Diese sind Sättigungsfilter und werden ausgetauscht, da bei Übernutzung ihre Filterfähigkeit nicht mehr gewährleistet ist.
Anlagen, die giftige Gase absaugen müssen, besitzen je nach Substanz oft Kohlefilter oder einen Nassabscheider.
Häufig werden Filter verschiedener Partikelfilterklassen hintereinandergeschaltet, um die Lebensdauer der einzelnen Filterstufen zu erhöhen. Eine Vorabscheidung grober Partikel dient somit der Schonung der feinporigen Feinstaubfilter.
Die gefilterte Luft wird entweder in den Arbeitsbereich zurückgeführt oder nach außen geleitet. Aus Gründen der Energieeffizienz ist eine Luftrückführung erstrebenswert, da so keine Wärme verloren geht. Hierbei sind jedoch die Bestimmungen der Gefahrstoffverordnung (GefStoffV) und die festgelegten Grenzwerte für Gefahrstoffkonzentrationen in der Luft zu beachten. Grundsätzlich ist die Luftrückführung nach ausreichender Reinigung bei allen Stoffen möglich, die nicht krebserzeugend, mutagen (erbgutverändernd) oder reproduktionstoxisch sind, sogenannte KMR-Stoffe. Für KMR-Stoffe gelten besondere Bestimmungen.
Geruchsabsaugungen werden in Sanitärräumen, in der Gastronomie und bei industriellen Anwendungen verwendet, um dort vorkommende Gas-Emissionen zu entfernen. Im Sanitärbereich werden Gase gelegentlich auch im WC-Sitz oder über der WC-Schüssel abgesaugt. Als Filtermedien dienen sowohl Aktivkohle als auch Keramikfilter. Beide Verfahren ermöglichen die restlose Entfernung der störenden Fäkal-Gase.

## Einsatz
Absauganlagen finden ihren Einsatz z. B. bei:
- Absaugung von Abgasen bei galvanotechnischen Anlagen
- Absaugung von Abgasen beim Laserschneiden
- Absaugung an computergesteuerten Maschinen (kurz: CNC)
- Absaugung von Löt-Dämpfen (Flussmittel-Dämpfe)
- Absaugung von Motorabgasen in Fahrzeughallen von Feuerwehren
- Absaugung von Ölnebeln und Aerosolen durch Ölnebelabscheider
- Absaugung von Ozon bei Coronabehandlung
- Absaugung von Papierstaub in Druckmaschinen
- Absaugung von Schwebstaub und Gasen wegen Explosionsgefahr (ATEX)
- Absaugung von Spänen bei Holz- und metallbearbeitenden Maschinen (Zerspanung)
- Absaugung von Wasser, Speichel, Blut und Kleinteilen während der zahnärztlichen Behandlung
- Absaugung von zurückgehaltenen Feststoffen bei der Polstofffiltration
- Dunstabzug im Haushalt
- Gasabzug bei chemischen Experimenten in Laboratorien
- Schweißrauchabsaugung

Der Markt für Absauganlagen im Industriebereich ist aufgeteilt in modulare Absaugsysteme, bei denen die Filter in Module gruppiert sind und somit an unterschiedliche Anwendungen anpassbar sind, und statische Absaugsysteme, die für bestimmte Anwendungen konzipiert werden und nur geringfügig angepasst werden können.

## Belege
1. ↑  KMR-Stoffe. Auf: bg-verkehr.de, eingesehen am 5. Juni 2023.